# Giuseppe Pessina (hockeista su pista)
Giuseppe Pessina, detto Pino (Monza, 11 luglio 1940 – Monza, 21 luglio 2025), è stato un hockeista su pista italiano.

## Carriera
Tre volte campione d'Italia con l'Hockey Club Monza nel 1961, 1965 e 1966 e vice Campione del Mondo con l'Italia al Campionato mondiale maschile di hockey su pista Santiago 1962.

## Palmarès

### Club
- Campionato italiano: 3

Monza: 1961; 1965; 1966